# Kaiserlich-Königliche Armee (1806–1867)

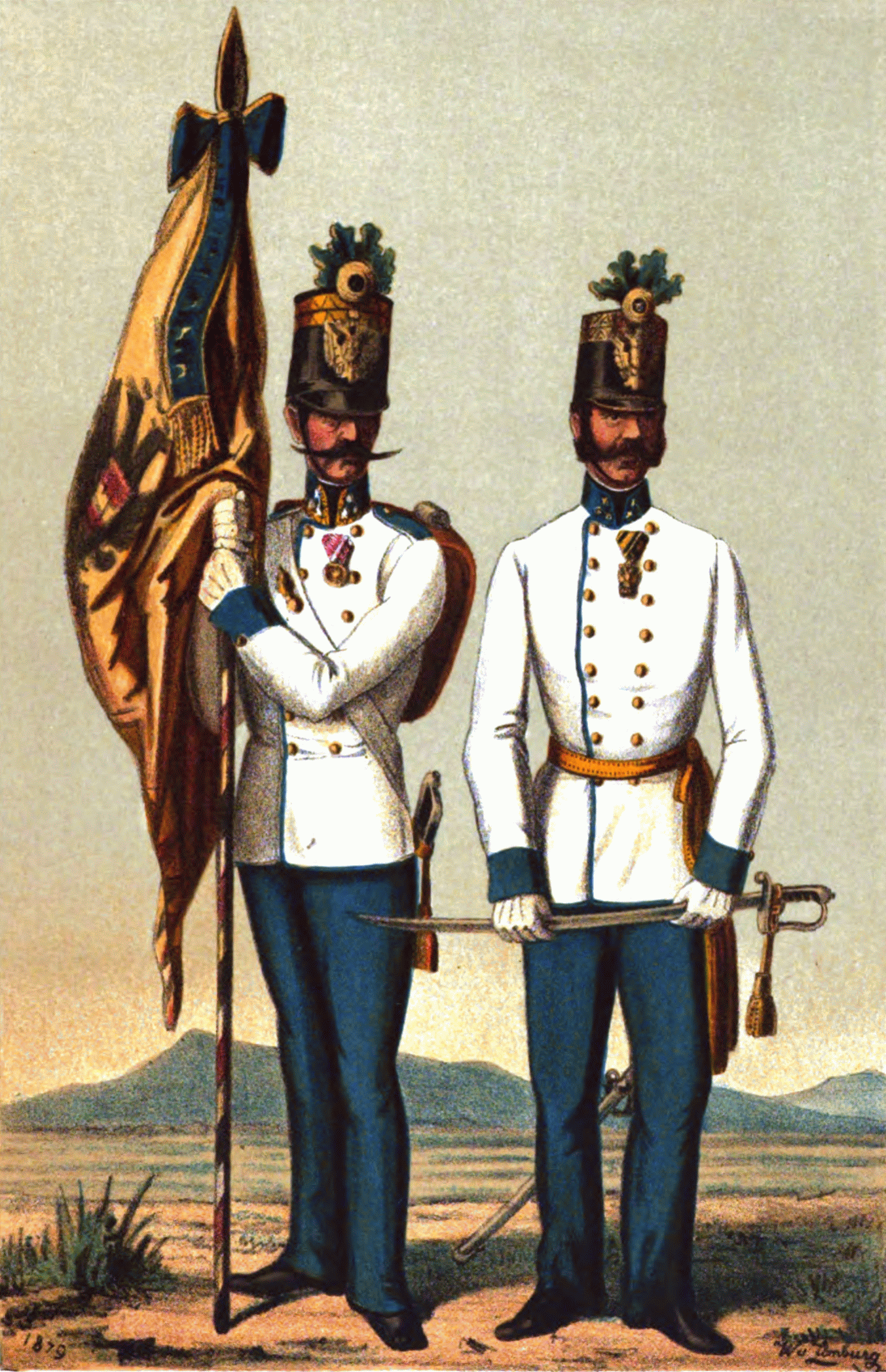
Hauptmann und Fahnenträger der Hoch- und Deutschmeister 1850–1860

Die Kaiserlich-königliche Armee bildete die Landstreitkräfte des Kaisertums Österreich. Sie entstand aus den Resten der Kaiserlichen Armee des römisch-deutschen Kaisers nach Auflösung der Reichsarmee und ging im Jahr 1867 in die Gemeinsame Armee Österreich-Ungarns und die k.k. Landwehr über. Neben der Kaiserlich-königlichen Armee bestand noch die Österreichische Kriegsmarine.
Die Armee beteiligte sich an den Koalitionskriegen bis 1815, dem Italienfeldzug 1848–1849, dem Ungarischen Unabhängigkeitskrieg 1848, dem Sardinischen Krieg 1859, dem Deutsch-Dänischen Krieg 1864, den Italienfeldzügen 1866 und dem Deutschen Krieg 1866 gegen Preußen. Wichtige Feldherren waren Josef Radetzky, Karl Philipp zu Schwarzenberg, Karl von Österreich-Teschen, Vinzenz Ferrerius von Bianchi, Julius von Haynau und Alfred I. zu Windisch-Graetz.

## Geschichte

### Bildung der k.k. Armee und Napoleonische Kriege

Feldmarschall der K.k. Armee

Nach der Auflösung des Heiligen Römischen Reiches Deutscher Nation ging die Kaiserliche Armee in die Kaiserlich-königliche Armee über. Wegen mehrerer Niederlagen durch Napoleon begannen unter Erzherzog Karl von Österreich-Teschen ernsthafte militärische Reformen, um die vorherigen Rückschläge in Zukunft nicht zu wiederholen. Im Jahr 1809 bildete das Kaisertum Österreich eine erneute Koalition gegen das Französische Kaiserreich und fiel in das Königreich Bayern ein, welches mit den Franzosen verbündet war. Nachdem die K.k. Armee bei den Schlachten bei Landshut und bei Eggmühl geschlagen wurde, begann diese den Rückzug ins eigene Gebiet. Österreich hoffte auf ein Eintreten von Preußen und Russland, was jedoch, zum Teil durch die Unentschlossenheit des preußischen Königs Friedrich Wilhelm III. und die Unwilligkeit des russischen Zaren Alexander I., zunächst nicht zu Stande kam. Nachdem die Grande Armée Wien besetzt hatte, traf sie an den Orten Aspern und Essling auf die Kaiserlich-königliche Armee. Die darauf folgende Schlacht bei Aspern endete in der ersten Niederlage von Napoleon auf dem Schlachtfeld. Bei der Schlacht von Wagram unterlag die k.k. Armee letztendlich nach schweren Gefechten und Österreich musste den Frieden von Schönbrunn unterzeichnen, womit die Fünfte Koalition endete. Im Jahr 1812 musste sich das Kaisertum Österreich unter Zwang an der französischen Invasion Russlands beteiligen. Nachdem diese fehlschlug, schloss sich Österreich im folgenden Jahr der Sechsten Koalition an und spielte eine entscheidende Rolle beim Niedergang Napoleons. Nach der Niederlage bei der Schlacht von Dresden zogen sich die Streitkräfte der Koalition nach Böhmen zurück und drangen anschließend erneut in das Königreich Sachsen ein. Bei der Schlacht bei Leipzig, an welcher nahezu 600.000 Soldaten beteiligen waren, wurde Napoleon von Feldmarschall Karl Phillip zu Schwarzenberg entscheidend geschlagen und der von Napoleon gegründete Rheinbund löste sich auf. Im Jahr 1814 eroberten die Armeen der Koalition Paris und zwangen Napoleon, die Friedensverträge von Fontainebleau und Paris zu unterzeichnen und abzudanken. Die Kaiserlich-königliche Armee kämpfte in der Siebten Koalition hauptsächlich gegen das Königreich Neapel unter Joachim Murat, welcher bei der Schlacht bei Tolentino von Vinzenz Ferrerius von Bianchi entscheidend geschlagen wurde.
Nach den Napoleonischen Kriegen schlug die k.k. Armee im Jahr 1821 und 1831 die Carbonari-Aufstände in Norditalien und im Jahr 1846 den Krakauer Aufstand in Galizien nieder.

### Revolution von 1848/49
Als 1848 Revolutionen ausbrachen, wurde die Armee eingesetzt um diese niederzuschlagen. In Ungarn kam ein Volksaufstand zustande, welcher anfangs mehr Autonomie im Reich anstrebte, aber schlussendlich für die Unabhängigkeit der Ungarischen Reichshälfte ausgefochten wurde.  Die k.k. Armee unter Radetzky, Jelačić und Windisch-Graetz und die Hilfe der russischen Armee sicherten der Habsburger-Monarchie das Überleben. Das Königreich Piemont-Sardinien, welches hoffte, die Lombardei und das Veneto von einem Habsburgerreich, welches von den Aufständen abgelenkt war, zu erwerben, erklärte Österreich den Krieg (Erster Italienischer Unabhängigkeitskrieg). Schon zuvor musste der Feldmarschall Josef Radetzky, welcher die Armee in Norditalien anführte, Mailand wegen heftigen Revolten räumen. Nach dem Sieg von Custozza unterzeichnete Piemont-Sardinien einen Waffenstillstand. Dieser wurde jedoch im folgenden Jahr wieder gebrochen, nachdem sich mehrere italienischen Staaten, die von liberalen Politikern übernommen wurden, Piemont anschlossen. Nachdem eine gemeinsame italienische Armee bei der Schlacht von Novara von Josef Radetzky erneut entscheidend geschlagen wurde, dankte der piemontesische König Karl Albert zugunsten seines Sohnes Viktor Emanuel II. ab und Piemont unterzeichnete einen Friedensvertrag mit dem Kaisertum Österreich.
Während des Sardischen Krieges kämpfte die Kaiserlich-Königliche Armee gegen das Französische Kaiserreich und das Königreich Piemont-Sardinien. Sie unterlag letztendlich in der Schlacht von Solferino den französisch-piemontesischen Truppen. In der Folge dieser Niederlage wurden 60 Generäle in den Ruhestand geschickt und Ludwig Ritter von Benedek zum neuen Feldzeugmeister ernannt, um die Modernisierung der Armee voranzubringen.

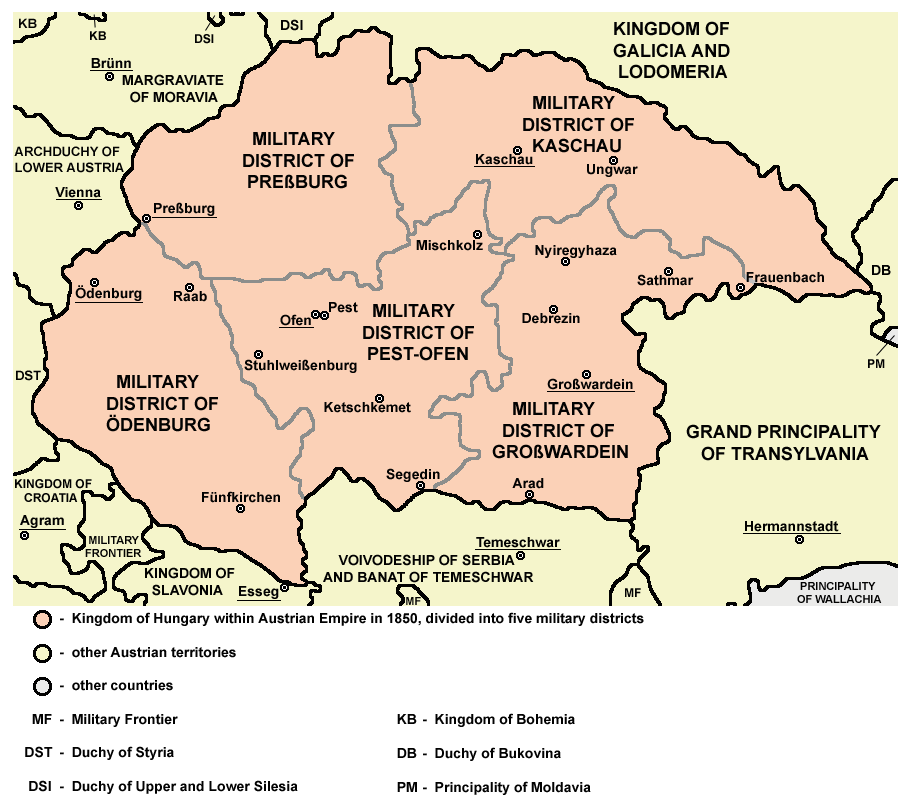
Militärbezirke in Ungarn um 1850

### 1864 bis 1867
Im Jahr 1864 führte Österreich zusammen mit Preußen den Deutsch-Dänischen Krieg um die Herzogtümer Schleswig und Holstein. Nennenswerte Einsätze der Kaiserlich-Königlichen Armee in diesem Konfliktes waren das Gefecht am Königshügel, die Schlacht von Oeversee, das Gefecht von Vejle und die Einnahmen des Danewerks und der Festung Frederica.
Nach der Niederlage im Deutschen Krieg 1866, den Österreich zusammen mit den Streitkräften des Deutschen Bundes im Rahmen der Bundesexekution gegen Preußen geführt hatte, war Kaiser Franz Joseph I. 1866 / 1867 gezwungen, den seit den gescheiterten Sezessionsbestrebungen 1849 in passivem Widerstand verharrenden Ungarn mit dem sog. Ausgleich eine Teilsouveränität einzuräumen und die bis dahin einheitlich geführte Monarchie in die so genannte „Doppelmonarchie“ umzuwandeln. Die ungarische Reichshälfte erhielt das Recht, neben der K.k. Armee (jetzt Gemeinsame Armee, die dem Kriegsminister unterstand) ab 1867 eigene Territorialstreitkräfte aufzustellen, die k.u. Landwehr (ungarischen: Királyi Honvédség) aufzustellen. Sie unterstand dem ungarischen Honvédelmi minisztérium.
Die Gemeinsame Armee Österreich-Ungarns verwendete noch bis 1889 die vorangestellte Bezeichnung k.k., ab 1889 dann das seit 1867 verfassungsrechtlich entsprechende k.u.k.

## Personalstärke
Um 1848 umfasste die Armee knappe 400.000 Mann. Davon waren 315.000 Infanteristen, 49.000 Kavalleristen, 26.000 Artilleristen und die restlichen 9.400 sonstiges Militärpersonal.